# Hiroshi Sakurazaka
Hiroshi Sakurazaka (jap. 桜坂 洋, Sakurazaka Hiroshi; * 1970) ist ein japanischer Light-Novel-Autor.

## Leben und Karriere
Sakurazaka reichte 2002 das Werk Mahō Tsukai no Netto (魔法使いのネット) für den Wettbewerb von Shūeishas Light-Novel-Nachwuchspreis Super Dash Shōsetsu Shinjinshō ein. Zwar gewann er diesen nicht, jedoch wurde ihm angeboten das Werk zu veröffentlichen, mit dem im Dezember 2003 unter dem geänderten Titel Yoku Wakaru Gendai Mahō sein Debüt hatte. Dieses Werk wurde als Manga und als Anime-Serie adaptiert. 2004 erhielt er den Leserpreis des SF Magazine für Saitama Chainsaw Shōjo (さいたまチェーンソー少女) in der Kategorie „Beste Kurzgeschichte“. Sein Roman All You Need Is Kill erhielt großes Lob von anderen Autoren in Japan und wurde auf Deutsch bei Tokyopop veröffentlicht. Der Roman wurde außerdem von Doug Liman verfilmt und im Juni 2014 mit dem Titel Edge of Tomorrow uraufgeführt.
Mit dem Kulturkritiker Hiroki Azuma arbeitete er an den Büchern Geet State (ギートステイト, Gīto Suteito) und Characters zusammen.

## Werke
- All You Need Is Kill. 2004, ISBN 978-4-08-630219-7
  - deutsche Übersetzung: All You Need Is Kill, 2014; ISBN 978-3-8420-1057-4
- Slum Online (スラムオンライン, Suramu Onrain), 2005; überarbeitet: Slum Online EX  (スラムオンライン), 2014
- mit Hiroki Azuma: Characters (キャラクターズ, Kyarakutāzu), 2008
- Yoku Wakaru Gendai Mahō
  - Yoku Wakaru Gendai Mahō (よくわかる現代魔法), 2003, ISBN 4-08-630163-6
  -  Yoku Wakaru Gendai Mahō 2: Garbage Collector (よくわかる現代魔法2 ガーベージコレクター, ~: Gābēji Korekutā), 2004, ISBN 4-08-630184-9
  - Yoku Wakaru Gendai Mahō 3: Ghostscript for Wizards (よくわかる現代魔法3 ゴーストスクリプト· フォー· ウィザーズ, ~: Gōsutosukuriputo fō Uizāzu), 2004, ISBN 4-08-630204-7
  - Yoku Wakaru Gendai Mahō 4: jini Tsukai (よくわかる現代魔法4 jini 使い), 2005, ISBN 4-08-630221-7
  - Yoku Wakaru Gendai Mahō 5: TMTOWTDI Tatta Hitotsu Janai Saeta Yarikata (よくわかる現代魔法5 TMTOWTDI たったひとつじゃない冴えたやりかた), 2005, ISBN 4-08-630236-5
  - Yoku Wakaru Gendai Mahō 6: Firefox! (よくわかる現代魔法6 Firefox!), 2009, ISBN 978-4-08-630475-7
  - Yoku Wakaru Gendai Mahō ga 256-bai Yoku Wakaru Hon (よくわかる現代魔法が256倍よくわかる本), 2009, ISBN 978-4-08-630499-3

| Personendaten    | Personendaten                 |
| ---------------- | ----------------------------- |
| NAME             | Sakurazaka, Hiroshi           |
| ALTERNATIVNAMEN  | 桜坂洋 (japanisch)            |
| KURZBESCHREIBUNG | japanischer Light-Novel-Autor |
| GEBURTSDATUM     | 1970                          |